# Emilia Romagna Open 2021 - Qualificazioni singolare femminile
Le qualificazioni del singolare del Emilia Romagna Open 2021 sono state un torneo di tennis preliminare per accedere alla fase finale della manifestazione. Le vincitrici dell'ultimo turno sono entrate di diritto nel tabellone principale. In caso di ritiro di una o più giocatrici aventi diritto a questi sono subentrati i Lucky loser, ossia i giocatori che hanno perso nell'ultimo turno ma che avevano una classifica più alta rispetto agli altri partecipanti che avevano comunque perso nel turno finale.

## Teste di serie
1. Ana Bogdan (spostata nel tabellone principale)
2. Ljudmila Samsonova (ultimo turno, lucky loser)
3. Caty McNally (qualificata)
4. Anna-Lena Friedsam (qualificata)
5. Wang Yafan (primo turno)
6. Anna Karolína Schmiedlová (qualificata)

1. Katarina Zavac'ka (ultimo turno)
2. Stefanie Vögele (ultimo turno)
3. Katarzyna Kawa (primo turno)
4. Leonie Küng (primo turno)
5. Giulia Gatto-Monticone (wild card per il tabellone principale)
6. Lesley Pattinama Kerkhove (ultimo turno)

### Qualificate
1. Paula Ormaechea
2. Lisa Pigato
3. Caty McNally

1. Anna-Lena Friedsam
2. Martina Di Giuseppe
3. Anna Karolína Schmiedlová

### Lucky loser
1. Ljudmila Samsonova

## Tabellone

### Legenda
| - Q = Qualificato - WC = Wild card - LL = Lucky loser | - ALT = Alternate - SE = Special Exempt - PR = Protected Ranking | - w/o = Walkover - r = Ritirato - d = Squalificato |

### Sezione 1
|  | Primo turno | Primo turno     | Primo turno | Primo turno | Primo turno |  |  | Ultimo turno | Ultimo turno    | Ultimo turno | Ultimo turno | Ultimo turno |  |
|  |             |                 |             |             |             |  |  |              |                 |              |              |              |  |
|  | Alt         | Paula Ormaechea | 6(1)        | 7           | 6           |  |  |              |                 |              |              |              |  |
|  |             | Varvara Flink   | 7           | 5           | 4           |  |  | Alt          | Paula Ormaechea | 6            | 2            | 7            |  |
|  | WC          | Stefania Rubini | 4           | 6           | 4           |  |  | 8            | Stefanie Vögele | 2            | 6            | 5            |  |
|  | 8           | Stefanie Vögele | 6           | 0           | 6           |  |  |              |                 |              |              |              |  |

### Sezione 2
|  | Primo turno | Primo turno        | Primo turno        | Primo turno | Primo turno |  |  | Ultimo turno | Ultimo turno       | Ultimo turno | Ultimo turno | Ultimo turno |  |
|  |             |                    |                    |             |             |  |  |              |                    |              |              |              |  |
|  | 2           | Ljudmila Samsonova | Ljudmila Samsonova | 6           | 6           |  |  |              |                    |              |              |              |  |
|  |             | Ellen Perez        | Ellen Perez        | 2           | 2           |  |  | 2            | Ljudmila Samsonova | 6            | 62           | 3            |  |
|  | WC          | Lisa Pigato        | 1                  | 7           | 6           |  |  | WC           | Lisa Pigato        | 2            | 7            | 6            |  |
|  | 10          | Leonie Küng        | 6                  | 5           | 0           |  |  |              |                    |              |              |              |  |

### Sezione 3
|  | Primo turno | Primo turno       | Primo turno       | Primo turno | Primo turno |  |  | Ultimo turno | Ultimo turno      | Ultimo turno      | Ultimo turno | Ultimo turno |  |
|  |             |                   |                   |             |             |  |  |              |                   |                   |              |              |  |
|  | 3           | Caty McNally      | Caty McNally      | 6           | 7           |  |  |              |                   |                   |              |              |  |
|  |             | Jessica Pieri     | Jessica Pieri     | 2           | 6(0)        |  |  | 3            | Caty McNally      | Caty McNally      | 6            | 6            |  |
|  | WC          | Nuria Brancaccio  | Nuria Brancaccio  | 6           | 6           |  |  | 7            | Katarina Zavac'ka | Katarina Zavac'ka | 3            | 4            |  |
|  | 7           | Katarina Zavac'ka | Katarina Zavac'ka | 7           | 7           |  |  |              |                   |                   |              |              |  |

### Sezione 4
|  | Primo turno | Primo turno               | Primo turno               | Primo turno | Primo turno |  |  | Ultimo turno | Ultimo turno              | Ultimo turno | Ultimo turno | Ultimo turno |  |
|  |             |                           |                           |             |             |  |  |              |                           |              |              |              |  |
|  | 4           | Anna-Lena Friedsam        | Anna-Lena Friedsam        | 6           | 6           |  |  |              |                           |              |              |              |  |
|  |             | Asia Muhammad             | Asia Muhammad             | 2           | 0           |  |  | 4            | Anna-Lena Friedsam        | 3            | 7            | 6            |  |
|  |             | Julia Grabher             | Julia Grabher             | 5           | 3           |  |  | 12           | Lesley Pattinama Kerkhove | 6            | 5            | 2            |  |
|  | 12          | Lesley Pattinama Kerkhove | Lesley Pattinama Kerkhove | 7           | 6           |  |  |              |                           |              |              |              |  |

### Sezione 5
|  | Primo turno | Primo turno         | Primo turno | Primo turno | Primo turno |  |  | Ultimo turno | Ultimo turno        | Ultimo turno        | Ultimo turno | Ultimo turno |  |
|  |             |                     |             |             |             |  |  |              |                     |                     |              |              |  |
|  | 5           | Wang Yafan          | 6           | 3           | 3           |  |  |              |                     |                     |              |              |  |
|  | WC          | Lucia Bronzetti     | 3           | 6           | 6           |  |  | WC           | Lucia Bronzetti     | Lucia Bronzetti     | 5            | 3            |  |
|  |             | Martina Di Giuseppe | 4           | 6           | 6           |  |  |              | Martina Di Giuseppe | Martina Di Giuseppe | 7            | 6            |  |
|  | 9           | Katarzyna Kawa      | 6           | 4           | 4           |  |  |              |                     |                     |              |              |  |

### Sezione 6
|  | Primo turno | Primo turno               | Primo turno               | Primo turno | Primo turno |  |  | Ultimo turno | Ultimo turno              | Ultimo turno              | Ultimo turno | Ultimo turno |  |
|  |             |                           |                           |             |             |  |  |              |                           |                           |              |              |  |
|  | 6           | Anna Karolína Schmiedlová | Anna Karolína Schmiedlová | 6           | 6           |  |  |              |                           |                           |              |              |  |
|  |             | Bianca Turati             | Bianca Turati             | 2           | 2           |  |  | 6            | Anna Karolína Schmiedlová | Anna Karolína Schmiedlová | 6            | 6            |  |
|  |             | Rebecca Marino            | Rebecca Marino            | 6           | 6           |  |  |              | Rebecca Marino            | Rebecca Marino            | 1            | 4            |  |
|  | Alt         | Anna Danilina             | Anna Danilina             | 3           | 1           |  |  |              |                           |                           |              |              |  |